# Cis angustus
Cis angustus es una especie de coleóptero de la familia Ciidae.

## Distribución geográfica
Habita en la costa del Pacífico de América del Norte.